# ملاسة
مَلّاسة (الاسم العلمي: Crenatula)، جنس حيوانات بحرية من الرخويات صفيحيات الخياضيم عديمات المثاعب وفصيلة المحارات الجناحية. أنواعه ستة جميعها من عطن البحر الأحمر والمحيط الهندي